# Bent Løfqvist
Bent Løfqvist-Hansen (Koppenhága, 1936. február 26. – Odense, 2022. április 14.)  dán válogatott labdarúgó, csatár.

## Pályafutása

### Klubcsapatokban
Løfqvist 1958 és 1962 között a dán élvonalbeli B 1913 játékosa volt; a klub játékosaként az 1961–62-es Bajnokcsapatok Európa-kupájában hét gólt szerzett a Spora Luxembourg elleni párharcban, amivel a koppenhágai csapat magabiztosan jutott a sorozat következő fordulójába, ahol a Puskás Ferencet, Alfredo Di Stéfanot és Justo Tejadat is soraiban tudó későbbi döntős Real Madrid összesítésben 12–0 arányú győzelemmel búcsúztatta őket. Løfqvist a hét találatával az imént említett három játékos és a nürnbergi Heinz Strehl mellett a sorozat társgólkirálya lett. 1962 és 1966 között a francia másodosztályú Metz csapatában hatvanhét mérkőzésen lépett pályára. 1966-ban visszatért Dániába, ahol az OB színeiben futballozott.

### A válogatottban
A dán válogatottban egy mérkőzésen szerepelt 1961. szeptember 20-án egy NSZK elleni barátságos mérkőzésen.

## Sikerei, díjai
- B 1913
  - Bajnokcsapatok Európa-kupája gólkirály (1): 1961–1962 (7 gól)

## Statisztika

### Mérkőzése a dán válogatottban
| Dánia | Dánia                | Dánia                    | Dánia | Dánia    | Dánia    | Dánia      | Dánia | Dánia   |
| #     | Dátum                | Helyszín                 | Hazai | Eredmény | Vendég   | Kiírás     | Gólok | Esemény |
| ----- | -------------------- | ------------------------ | ----- | -------- | -------- | ---------- | ----- | ------- |
| 1.    | 1961. szeptember 20. | Düsseldorf, Rheinstadion | NSZK  | 5 – 1    | Dánia    | barátságos | -     | 46'     |
|       | Összesen             |                          |       | 1        | mérkőzés |            | 0     | gól     |